# Gábor Király
Gábor Ferenc Király (Pronunciación en húngaro: /ˈɡaːbor ˈfɛrɛnt͡s ˈkiraːj/; Szombathely, Hungría, 1 de abril de 1976) es un exfutbolista húngaro. Jugaba de portero y su último equipo fue el Szombathelyi Haladás de su país natal.
Király se caracterizaba por vestir pantalones largos de color gris en lugar de pantalones cortos en casi todos los partidos en que jugó desde 1996. Con su participación como arquero titular de la selección de fútbol de Hungría en la Eurocopa 2016, su inusual vestimenta se hizo internacionalmente conocida.

## Selección nacional
Debutó el 25 de marzo de 1998 con la selección de fútbol de Hungría, con la que ha disputado 108 partidos internacionales. Con su participación en la Eurocopa 2016 obtuvo el récord de ser el jugador más veterano en participar en dicho campeonato, a los 40 años. Luego de su participación en ese torneo anunció su retiro de la selección, que se hizo efectivo el 15 de noviembre de 2016 tras jugar los primeros 28 minutos del amistoso entre Suecia y Hungría.

### Participaciones en Eurocopas
| Copa          | Sede    | Resultado        | Partidos | Goles |
| ------------- | ------- | ---------------- | -------- | ----- |
| Eurocopa 2016 | Francia | Octavos de final | 4        | -8    |

## Estadísticas

### Clubes
| Club | Div.          | Temporada     | Liga  | Liga  | Copas nacionales(1) | Copas nacionales(1) | Copa de la Liga(2) | Copa de la Liga(2) | Torneos internacionales(3) | Torneos internacionales(3) | Total | Total |
| Club | Div.          | Temporada     | Part. | Goles | Part.               | Goles               | Part.              | Goles              | Part.                      | Goles                      | Part. | Goles |
| --- | ------------- | ------------- | ----- | ----- | ------------------- | ------------------- | ------------------ | ------------------ | -------------------------- | -------------------------- | ----- | ----- |
| Szombathelyi Haladás · Hungría | 1.ª           | 1993-94       | 15    | -19   | 0                   | 0                   | —                  | —                  | —                          | —                          | 15    | -19   |
| Szombathelyi Haladás · Hungría | 2.ª           | 1994-95       | 29    | -25   | 0                   | 0                   | —                  | —                  | —                          | —                          | 29    | -25   |
| Szombathelyi Haladás · Hungría | 1.ª           | 1995-96       | 19    | -30   | 0                   | 0                   | —                  | —                  | —                          | —                          | 19    | -30   |
| Szombathelyi Haladás · Hungría | 1.ª           | 1996-97       | 33    | -37   | 0                   | 0                   | —                  | —                  | —                          | —                          | 33    | -37   |
| Szombathelyi Haladás · Hungría | 1.ª           | 2015-16       | 33    | -37   | 0                   | 0                   | —                  | —                  | —                          | —                          | 33    | -37   |
| Szombathelyi Haladás · Hungría | 1.ª           | 2016-17       | 19    | -28   | 0                   | 0                   | —                  | —                  | —                          | —                          | 19    | -28   |
| Szombathelyi Haladás · Hungría | 1.ª           | 2017-18       | 26    | -41   | 0                   | 0                   | —                  | —                  | —                          | —                          | 26    | -41   |
| Szombathelyi Haladás · Hungría | 1.ª           | 2018-19       | 24    | -40   | 0                   | 0                   | —                  | —                  | —                          | —                          | 24    | -40   |
| Szombathelyi Haladás · Hungría | Total club    | Total club    | 198   | -257  | 0                   | 0                   | —                  | —                  | —                          | —                          | 198   | -257  |
| Hertha B. S. C. · Alemania | 1.ª           | 1997-98       | 27    | -38   | 1                   | -2                  | —                  | —                  | —                          | —                          | 28    | -40   |
| Hertha B. S. C. · Alemania | 1.ª           | 1998-99       | 34    | -32   | 3                   | -5                  | —                  | —                  | —                          | —                          | 37    | -37   |
| Hertha B. S. C. · Alemania | 1.ª           | 1999-00       | 27    | -37   | 2                   | -4                  | 0                  | 0                  | 12                         | -16                        | 41    | -47   |
| Hertha B. S. C. · Alemania | 1.ª           | 2000-01       | 34    | -52   | 2                   | -5                  | 3                  | -7                 | 6                          | -5                         | 45    | -69   |
| Hertha B. S. C. · Alemania | 1.ª           | 2001-02       | 25    | -28   | 1                   | -1                  | 3                  | -2                 | 4                          | 0                          | 33    | -31   |
| Hertha B. S. C. · Alemania | 1.ª           | 2002-03       | 33    | -42   | 1                   | -1                  | 2                  | -3                 | 8                          | -4                         | 44    | -50   |
| Hertha B. S. C. · Alemania | 1.ª           | 2003-04       | 18    | -33   | 3                   | -9                  | 1                  | -2                 | 2                          | -1                         | 24    | -45   |
| Hertha B. S. C. · Alemania | Total club    | Total club    | 198   | -262  | 13                  | -27                 | 9                  | -14                | 32                         | -26                        | 252   | -329  |
| Crystal Palace F. C. Inglaterra | 1.ª           | 2004-05       | 32    | -49   | 1                   | -2                  | -1                 | -1                 | —                          | —                          | 34    | -52   |
| Crystal Palace F. C. Inglaterra | 2.ª           | 2005-06       | 45    | -3    | 3                   | -4                  | 0                  | 0                  | —                          | —                          | 48    | -50   |
| Crystal Palace F. C. Inglaterra | 2.ª           | 2006-07       | 29    | -30   | 0                   | 0                   | 0                  | 0                  | —                          | —                          | 29    | -30   |
| Crystal Palace F. C. Inglaterra | Total club    | Total club    | 106   | -84   | 4                   | -6                  | 1                  | -1                 | —                          | —                          | 111   | -134  |
| Aston Villa F. C. Inglaterra | 1.ª           | 2006-07       | 5     | -8    | 1                   | -2                  | 0                  | 0                  | —                          | —                          | 6     | -10   |
| Burnley F. C. Inglaterra | 2.ª           | 2007-08       | 27    | -35   | 1                   | -2                  | 1                  | -1                 | —                          | —                          | 29    | -38   |
| Burnley F. C. Inglaterra | 2.ª           | 2008-09       | 0     | 0     | 0                   | 0                   | 0                  | 0                  | —                          | —                          | 0     | 0     |
| Burnley F. C. Inglaterra | Total club    | Total club    | 27    | -35   | 1                   | -2                  | 1                  | -1                 | —                          | —                          | 29    | -38   |
| T. S. V. 1860 Múnich · Alemania | 2.ª           | 2009-10       | 33    | -45   | 3                   | -5                  | —                  | —                  | —                          | —                          | 36    | -50   |
| T. S. V. 1860 Múnich · Alemania | 2.ª           | 2010-11       | 33    | -35   | 2                   | -4                  | —                  | —                  | —                          | —                          | 35    | -39   |
| T. S. V. 1860 Múnich · Alemania | 2.ª           | 2011-12       | 32    | -45   | 2                   | -5                  | —                  | —                  | —                          | —                          | 34    | -50   |
| T. S. V. 1860 Múnich · Alemania | 2.ª           | 2012-13       | 34    | -31   | 1                   | -3                  | —                  | —                  | —                          | —                          | 35    | -34   |
| T. S. V. 1860 Múnich · Alemania | 2.ª           | 2013-14       | 34    | -41   | 2                   | -3                  | —                  | —                  | —                          | —                          | 36    | -44   |
| T. S. V. 1860 Múnich · Alemania | 2.ª           | 2014-15       | 2     | -6    | 0                   | 0                   | —                  | —                  | —                          | —                          | 2     | -6    |
| T. S. V. 1860 Múnich · Alemania | Total club    | Total club    | 168   | -203  | 10                  | -20                 | —                  | —                  | —                          | —                          | 178   | -213  |
| Fulham F. C. Inglaterra | 2.ª           | 2015-16       | 4     | -12   | 0                   | 0                   | 1                  | -5                 | —                          | —                          | 5     | -17   |
| Total carrera | Total carrera | Total carrera | 706   | -861  | 29                  | -57                 | 12                 | -21                | 32                         | -26                        | 779   | -998  |
| (1) Incluye datos de la Copa de Alemania (1997-14) y FA Cup (2004-08). (2) Incluye datos de la Copa de la Liga de Alemania (2001-04) y Copa de la Liga de Inglaterra (2004-15). (3) Incluye datos de la Liga de Campeones (1999-00) y Copa de la UEFA (2000-04). |               |               |       |       |                     |                     |                    |                    |                            |                            |       |       |

## Palmarés

### Campeonatos nacionales
| Título          | Club            | País     | Año  |
| --------------- | --------------- | -------- | ---- |
| Copa de la Liga | Hertha B. S. C. | Alemania | 2001 |
| Copa de la Liga | Hertha B. S. C. | Alemania | 2002 |

### Distinciones individuales
| Distinción                         | Año  |
| ---------------------------------- | ---- |
| Balón de Oro de Hungría            | 1998 |
| Futbolista húngaro del Año         | 1998 |
| Balón de Oro de Hungría            | 1999 |
| Balón de Oro de Hungría            | 2000 |
| Balón de Oro de Hungría            | 2001 |
| Balón de Oro de Hungría            | 2015 |
| Futbolista húngaro del Año         | 2015 |
| Atajada de la temporada de la UEFA | 2016 |
| Futbolista húngaro del Año         | 2016 |